# Пьон Бьон Джу
Пьон Бьон Джу (кор. 변병주, нар. 26 квітня 1961, Тегу) — південнокорейський футболіст, що грав на позиції нападника. По завершенні ігрової кар'єри — футбольний тренер.
Грав за національну збірну Південної Кореї.

## Клубна кар'єра
Народився 26 квітня 1961 року в місті Тегу. Займався футболом в університетській команді університету Йонсе.
У дорослому футболі дебютував 1983 року виступами за команду клубу «Деу Ройялс», в якій провів шість сезонів, взявши участь у 97 матчах чемпіонату.
Завершив професійну ігрову кар'єру у клубі «Ульсан Хьонде», за команду якого виступав протягом 1990—1991 років.

## Виступи за збірну
1981 року дебютував в офіційних матчах у складі національної збірної Південної Кореї. Протягом кар'єри у національній команді, яка тривала 10 років, провів у формі головної команди країни 74 матчі, забивши 11 голів.
У складі збірної був учасником чемпіонату світу 1986 року у Мексиці, чемпіонату світу 1990 року в Італії. На кожній із цих світових першостей провів по дві гри на групових етапах.

## Кар'єра тренера
Закінчивши виступи на футбольному полі, почав тренерську роботу. З 1993 року працював з жіночими та університетськими командами.
2007 року очолив тренерський штаб професійного клубу «Тегу», в якому пропрацював до 2009 року.
| Дата       | Місто        | Господарі         | Результат             | Гості             | Турнір                     | Голи | Примітки |
| ---------- | ------------ | ----------------- | --------------------- | ----------------- | -------------------------- | ---- | -------- |
| 11-2-1981  | Мехіко       | Мексика           | 4 – 0                 | Південна Корея    | товариський матч           | -    | 65'      |
| 8-3-1981   | Токіо        | Японія            | 0 – 1                 | Південна Корея    | Щорічний матч Корея-Японія | -    | 69'      |
| 17-6-1981  | Чонджу       | Південна Корея    | 2 – 0                 | Малайзія          | Кубок Президента 1981      | -    |          |
| 21-6-1981  | Пусан        | Південна Корея    | 2 – 0                 | Японія            | Кубок Президента 1981      | -    | 35'      |
| 17-8-1981  | Джакарта     | Південна Корея    | 2 – 0                 | Таїланд           | Турнір річниці Джакарти    | -    |          |
| 20-8-1981  | Джакарта     | Індонезія         | 0 – 1                 | Південна Корея    | Турнір річниці Джакарти    | -    | 65'      |
| 4-9-1981   | Куала-Лумпур | Південна Корея    | 2 – 0                 | Сінгапур          | Pestabola Merdeka 1981     | 1    |          |
| 13-9-1981  | Куала-Лумпур | Південна Корея    | 1 – 1                 | Ірак              | Pestabola Merdeka 1981     | 1    |          |
| 16-9-1981  | Куала-Лумпур | Таїланд           | 1 – 1                 | Південна Корея    | Pestabola Merdeka 1981     | -    |          |
| 8-5-1982   | Бангкок      | Південна Корея    | 1 – 0                 | Індонезія         | Кубок Короля 1982          | -    |          |
| 9-5-1982   | Бангкок      | Таїланд           | 0 – 3                 | Південна Корея    | Кубок Короля 1982          | -    |          |
| 10-5-1982  | Бангкок      | Південна Корея    | 2 – 0                 | Індонезія         | Кубок Короля 1982          | -    |          |
| 17-5-1982  | Бангкок      | Таїланд           | 0 – 0 д.ч. (4-3 п.п.) | Південна Корея    | Кубок Короля 1982          | -    |          |
| 7-6-1982   | Сеул         | Південна Корея    | 3 – 0                 | Індонезія         | Кубок Президента 1982      | -    |          |
| 9-6-1982   | Пусан        | Південна Корея    | 1 – 0                 | Індія             | Кубок Президента 1982      | -    |          |
| 21-11-1982 | Нью-Делі     | Південна Корея    | 3 – 0                 | Південний Ємен    | Літні Азійські ігри 1982   | -    | 46'      |
| 23-11-1982 | Нью-Делі     | Іран              | 1 – 0                 | Південна Корея    | Літні Азійські ігри 1982   | -    | 46'      |
| 25-11-1982 | Нью-Делі     | Японія            | 2 – 1                 | Південна Корея    | Літні Азійські ігри 1982   | -    | 70'      |
| 6-3-1983   | Токіо        | Японія            | 1 – 1                 | Південна Корея    | Щорічний матч Корея-Японія | -    |          |
| 6-6-1983   | Сувон        | Південна Корея    | 4 – 0                 | Таїланд           | Кубок Президента 1983      | -    | 45'      |
| 8-6-1983   | Сеул         | Південна Корея    | 1 – 0                 | Нігерія           | Кубок Президента 1983      | -    | 52'      |
| 15-6-1983  | Сеул         | Південна Корея    | 1 – 0                 | Гана              | Кубок Президента 1983      | -    |          |
| 29-7-1983  | Лос-Анджелес | Гватемала         | 1 – 1                 | Південна Корея    | товариський матч           | -    |          |
| 3-8-1983   | Гватемала    | Гватемала         | 2 – 1                 | Південна Корея    | товариський матч           | -    |          |
| 9-8-1983   | Сан-Хосе     | Коста-Рика        | 1 – 1                 | Південна Корея    | товариський матч           | 1    |          |
| 4-10-1984  | Сеул         | Південна Корея    | 5 – 0                 | Камерун           | товариський матч           | 1    |          |
| 10-10-1984 | Колката      | Південна Корея    | 6 – 0                 | Північний Ємен    | Відбір до Кубка Азії 1984  | -    |          |
| 13-10-1984 | Колката      | Пакистан          | 0 – 6                 | Південна Корея    | Відбір до Кубка Азії 1984  | -    |          |
| 16-10-1984 | Колката      | Південна Корея    | 0 – 0                 | Малайзія          | Відбір до Кубка Азії 1984  | -    |          |
| 19-10-1984 | Колката      | Індія             | 0 – 1                 | Південна Корея    | Відбір до Кубка Азії 1984  | -    |          |
| 2-12-1984  | Сінгапур     | Саудівська Аравія | 1 – 1                 | Південна Корея    | Кубок Азії 1984 - 1-й етап | -    |          |
| 5-12-1984  | Сінгапур     | Південна Корея    | 0 – 0                 | Кувейт            | Кубок Азії 1984 - 1-й етап | -    |          |
| 7-12-1984  | Сінгапур     | Сирія             | 1 – 0                 | Південна Корея    | Кубок Азії 1984 - 1-й етап | -    |          |
| 10-12-1984 | Сінгапур     | Катар             | 0 – 1                 | Південна Корея    | Кубок Азії 1984 - 1-й етап | -    |          |
| 2-3-1985   | Катманду     | Непал             | 0 – 2                 | Південна Корея    | Відбір до ЧС 1986          | -    |          |
| 10-3-1985  | Куала-Лумпур | Малайзія          | 1 – 0                 | Південна Корея    | Відбір до ЧС 1986          | -    |          |
| 19-5-1985  | Сеул         | Південна Корея    | 2 – 0                 | Малайзія          | Відбір до ЧС 1986          | -    | 76'      |
| 8-6-1985   | Кванджу      | Південна Корея    | 3 – 0                 | Бахрейн           | Кубок Президента 1985      | -    | 45'      |
| 15-6-1985  | Сеул         | Південна Корея    | 2 – 0                 | Ірак              | Кубок Президента 1985      | -    |          |
| 21-7-1985  | Сеул         | Південна Корея    | 2 – 0                 | Індонезія         | Відбір до ЧС 1986          | 1    | 39'      |
| 30-7-1985  | Джакарта     | Індонезія         | 1 – 4                 | Південна Корея    | Відбір до ЧС 1986          | 1    |          |
| 26-10-1985 | Токіо        | Японія            | 1 – 2                 | Південна Корея    | Відбір до ЧС 1986          | -    |          |
| 3-12-1985  | Лос-Анджелес | Мексика           | 2 – 1                 | Південна Корея    | товариський матч           | -    | 46'      |
| 8-12-1985  | Ірапуато     | Угорщина          | 1 – 0                 | Південна Корея    | Турнір у Мексиці           | -    | 70'      |
| 11-12-1985 | Гвадалахара  | Мексика           | 2 – 1                 | Південна Корея    | Турнір у Мексиці           | -    |          |
| 13-12-1985 | Мехіко       | Південна Корея    | 2 – 0                 | Алжир             | Турнір у Мексиці           | -    |          |
| 5-6-1986   | Мехіко       | Південна Корея    | 1 – 1                 | Болгарія          | ЧС 1986 - 1-й етап         | -    |          |
| 10-6-1986  | Пуебла       | Південна Корея    | 2 – 3                 | Італія            | ЧС 1986 - 1-й етап         | -    | 70'      |
| 20-9-1986  | Пусан        | Південна Корея    | 3 – 0                 | Індія             | Літні Азійські ігри 1986   | -    | 62'      |
| 24-9-1986  | Пусан        | Південна Корея    | 0 – 0                 | Бахрейн           | Літні Азійські ігри 1986   | -    | 60'      |
| 28-9-1986  | Пусан        | КНР               | 2 – 4                 | Південна Корея    | Літні Азійські ігри 1986   | -    | 46'      |
| 1-10-1986  | Пусан        | Південна Корея    | 1 – 1 д.ч. (5-4 п.п.) | Іран              | Літні Азійські ігри 1986   | -    | 36'      |
| 5-10-1986  | Сеул         | Південна Корея    | 2 – 0                 | Саудівська Аравія | Літні Азійські ігри 1986   | 1    |          |
| 17-12-1987 | Куала-Лумпур | Малайзія          | 0 – 1                 | Південна Корея    | Pestabola Merdeka 1987     | -    | 75'      |
| 6-1-1988   | Доха         | Південна Корея    | 1 – 1 д.ч. (4-3 п.п.) | Єгипет            | Афро-Азійський Кубок 1988  | -    |          |
| 19-6-1988  | Сувон        | Південна Корея    | 4 – 0                 | Замбія            | Кубок Президента 1988      | 1    | 45'      |
| 26-10-1988 | Токіо        | Японія            | 0 – 1                 | Південна Корея    | Щорічний матч Корея-Японія | -    |          |
| 3-12-1988  | Доха         | ОАЕ               | 0 – 1                 | Південна Корея    | Кубок Азії 1988 - 1-й етап | -    | 57'      |
| 5-12-1988  | Доха         | Південна Корея    | 2 – 0                 | Японія            | Кубок Азії 1988 - 1-й етап | -    |          |
| 9-12-1988  | Доха         | Катар             | 2 – 3                 | Південна Корея    | Кубок Азії 1988 - 1-й етап | -    |          |
| 11-12-1988 | Доха         | Південна Корея    | 2 – 3                 | Іран              | Кубок Азії 1988 - 1-й етап | 2    |          |
| 14-12-1988 | Доха         | Південна Корея    | 2 – 1                 | КНР               | Кубок Азії 1988 - півфінал | -    |          |
| 18-12-1988 | Доха         | Південна Корея    | 0 – 0 д.ч. (3-4 п.п.) | Саудівська Аравія | Кубок Азії 1988 - Finali   | -    | 49'      |
| 16-9-1989  | Сеул         | Південна Корея    | 0 – 1                 | Єгипет            | товариський матч           | -    | 63'      |
| 13-10-1989 | Сінгапур     | Південна Корея    | 0 – 0                 | Катар             | Відбір до ЧС 1990          | -    |          |
| 16-10-1989 | Сінгапур     | Південна Корея    | 1 – 0                 | Північна Корея    | Відбір до ЧС 1990          | -    | 62'      |
| 4-2-1990   | Валлетта     | Південна Корея    | 2 – 3                 | Норвегія          | Турнір Rothmans            | -    | 67'      |
| 10-2-1990  | Аттард       | Мальта            | 1 – 2                 | Південна Корея    | Турнір Rothmans            | -    |          |
| 18-2-1990  | Каїр         | Єгипет            | 0 – 0                 | Південна Корея    | товариський матч           | -    | 46'      |
| 17-6-1990  | Удіне        | Південна Корея    | 1 – 3                 | Іспанія           | ЧС 1990 - 1-й етап         | -    |          |
| 21-6-1990  | Удіне        | Південна Корея    | 0 – 1                 | Уругвай           | ЧС 1990 - 1-й етап         | -    | 43'      |
| 6-9-1990   | Сеул         | Південна Корея    | 1 – 0                 | Австралія         | товариський матч           | 1    | 46'      |
| 23-9-1990  | Пекін        | Південна Корея    | 7 – 0                 | Сінгапур          | Літні Азійські ігри 1990   | -    | 46'      |
| 1-10-1990  | Пекін        | Південна Корея    | 1 – 0                 | Кувейт            | Літні Азійські ігри 1990   | -    | 66'      |
| Усього     |              | Матчів            | 74                    |                   | Голів                      | 11   |          |

## Титули і досягнення
- Переможець Азійських ігор: 1986
- Бронзовий призер Азійських ігор: 1990
- Срібний призер Кубка Азії: 1988